# Agonum crenistriatum
Agonum crenistriatum är en skalbaggsart som beskrevs av Leconte 1863. Agonum crenistriatum ingår i släktet Agonum och familjen jordlöpare. Inga underarter finns listade i Catalogue of Life.